# Catedral de Santo Amaro
A Catedral de Santo Amaro é a igreja matriz do distrito de Santo Amaro (município criado por meio do Decreto de 10 de julho de 1832 e incorporado a São Paulo a partir de 1935) localizada na cidade de São Paulo. O santuário tem, por trás de seu levantamento primordial, grande importância em relação à história e identidade do bairro paulista.
Tudo começou com uma singela e pequena capela levantada em 1560 graças à doação da imagem do Santo Amaro, feita por um casal de portugueses, João Pais e Susana Rodrigues, que vieram para São Vicente na companhia de Martim Afonso de Sousa. A capela primitiva, construída em 1560, foi elevada à classificação de freguesia (nome que designa paróquias com pequenos distritos em volta), já que a região de Ibirapuera foi perdendo seu caráter de aldeamento indígena em razão da grande expansão pela qual passava na época. O núcleo populoso, portanto, passou a usar o nome de Santo Amaro para identificar a vila em homenagem ao orago que contemplavam, doador da identidade que o local tem até os dias de hoje. Assim, em 14 de janeiro de 1686, com provisão passada por José Alarcão, fez-se a data oficial de criação da paróquia e da nomeação do seu primeiro vigário, o padre João de Pontes.
No ano de 1924, o antigo corpo da paróquia foi derrubado a mando do padre José Maria Fernandes e um novo passou a ser construído, tornando-se, no dia primeiro de novembro do mesmo ano, a capela mãe do bairro, inaugurada e abençoada pelo arcebispo D. Duarte Leopoldo e Silva ainda no mesmo dia. Anos depois, aos quinze dias do mês de março de 1989, data que marca a criação da diocese de Santo Amaro, a até então paróquia foi elevada à catedral e assim permaneceu desde então.

## História

### Antecedentes históricos: A importância da capela primitiva (1532 – 1560)
Após, exatamente, trinta e dois anos do descobrimento do chamado Monte Pascoal (nome que os portugueses usavam para se referir ao Brasil sem muita clareza sobre o território que haviam acabado de descobrir), D. João III, rei português a partir de 1521, criava as Capitanias Hereditárias: um sistema de divisão territorial que separava as terras em grandes pedaços e os colocava sob administração de pessoas de confiança da Coroa Portuguesa (normalmente nobres) no século XVI. Nessa lógica de confiança, Martim Afonso de Sousa, também português e nobre, militar e bandeirante, foi amigo da realeza e teve um importante papel no cenário colonizador brasileiro. Graças à confiança a ele dada pela família real, foi enviado ao Brasil como comandante numa armada ordenada por D. João III e, em 20 de janeiro de 1532, depois de enfrentar uma longa e cansativa viagem, as naus (denominação da época para navios de grande porte) que comandava atracaram em Bertioga.
Tomados pela felicidade de terem avistado, finalmente, terra firme, Martim Afonso, sua tripulação e passageiros comemoraram a chegada. Mais do que rápido, foram percebidos pelos índios que ali viviam e, logo em seguida, recepcionados pelo chefe da tribo guayanás (guayanáz), Tibiriçá (Tebyriçá), e seu genro, o português João Ramalho – cuja chegada e habitação no Brasil têm caráter misterioso– casado com Bartira (Bartyra), filha do cacique. Apesar de intrigante, a presença do português João Ramalho em terras desconhecidas facilitou o diálogo com os nativos, além de explicitar as boas intenções da expedição. Dessa forma, uma relação de amizade e confiança mútua foi consolidada entre as duas partes.
Dois dias após a chegada às terras, Martim Afonso transformava, ainda em 1532, junto com a ajuda de João Ramalho, a região de Tumiarú na mais nova capitania brasileira: São Vicente. A partir daí, outras povoações começaram a surgir sob os comandos do militar recém-chegado de Portugal. Fazendo jus a essa afirmação, no fim do campo da região de Piratininga (Piratinim), povoada por grande parte dos índios guayanases, Ramalho deu origem à nova Santo André da Borda do Campo, transformada em vila cerca de 20 anos mais tarde (1553). Porém, Tibiriçá não era o único cacique que estava à frente da tribo guayanás. A chefia era feita na companhia de Caá-ubi, seu irmão, que receoso com a presença de portugueses em suas terras escolheu abandonar Piratininga e fundar, depois de 13 km de distância, o aldeamento de Ibirapuera (Virapuera), localizado à margem esquerda do rio Jurubatuba (Jeribatiba). Tal região, que acabava de ser empurrada para seus primeiros passos com a iniciativa de Caá-ubi, era apenas o pontapé que começava dar corpo ao que viria a ser Santo Amaro.
Uma amizade por parte do cacique Tibiriçá surgiu para com os lusitanos e, principalmente, para com os jesuítas que aqui viviam de forma forasteira na época. Esse fato foi um grande facilitador para a primeira implantação de cunho religioso nas terras brasileiras. Graças a essa atmosfera amigável, o padre Manuel de Paiva e mais 13 irmãos se fixaram em Piratininga e construíram uma despretensiosa capela dedicada a São Paulo, trazendo assim mais uma nova identidade para um dos muitos povoados que ainda estavam para nascer.

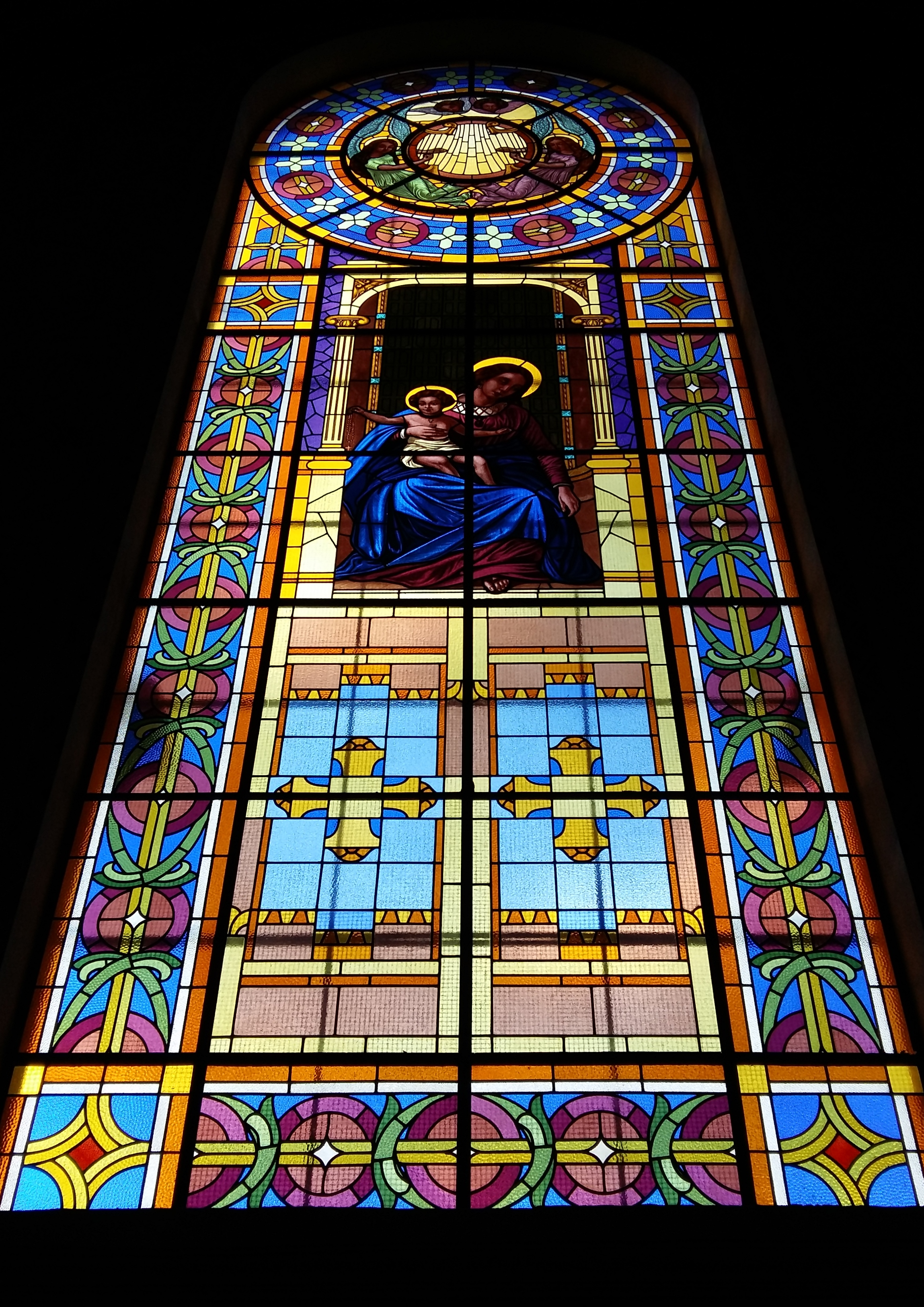
Um dos vitrais da igreja, fotografado do lado de dentro

Sem muita dificuldade, os religiosos começaram a espalhar a lógica católica para os nativos e os batismos não demoraram muito para começar. Os chefes Tibiriçá e Cáa-ubi, não ficaram de fora e estavam entre os inúmeros índios que foram batizados na época. Cáa-ubi, inclusive, foi convertido pelo padre Leonardo Nunes, que já havia estado na região de Ibirapuera. Em meio a isso, conforme crescia a convivência e eram ensinados novos costumes, aumentava também a confiança dos nativos nos estrangeiros. Um dos reflexos desse aumento de fé na relação dos índios com os portugueses foi o desencadeamento das miscigenações entre os dois. Pedro Dias, membro da família portuguesa Dias Velho e jesuíta, era amigo de Tibiriçá e foi precursor dessa prática por ter sido alvo de interesse afetivo da filha do cacique, chamada Terebé. O caso, então, foi levado às mãos do senhor Inácio de Loyola, superior da Companhia de Jesus na época, mas a união só aconteceria entre os dois se Terebé fosse batizada e assim aconteceu. Em homenagem ao padre Luís da Grã, superior do Colégio Piratininga, Terebé recebeu em batismo o nome de Maria da Grã e, então, casou-se com Pedro Dias. O casal deu luz à uma ampla prole que deu origem a algumas famílias paulistas de renome, entre elas, os Borba Gatto, os Pontes e os Eiró.
Mais um importantíssimo personagem de toda essa história é o padre José Anchieta, que chegou à Piratininga e “uniformizou e metodizou a catequese”, mudando o contexto social de diversas tribos ao transformá-las em populações minimamente desenvolvidas. Além de visitar a aldeia, o padre também conheceu Ibirapuera, levando para o conhecimento dos indígenas que ali viviam – em parte já catequizados e acostumados com a presença europeia em suas terras – a existência de uma carência de regulamentação da região enquanto aldeia. A ideia foi recebida pelos nativos sem muito esforço de convencimento e, desta forma, Anchieta enxergou a necessidade de erguer uma capela para consolidar a identidade do território. Porém, para a construção da capela era preciso que houvesse um modelo de veneração no qual o novo povoado pudesse se apegar e, para isso, era necessário que existisse uma imagem sagrada. A princípio, a expectativa era de que esse encontro não aconteceria muito rápido e nem com muita facilidade, mas ao contrário do que se pensou, uma imagem foi achada antes do imaginado.
João Pais e Susana Rodrigues formavam um casal de portugueses lavrador de terras muito religioso que chegou ao Brasil junto com Martim Afonso. Devido a grande presença da religião na vida dos dois, a dupla guardava consigo uma imagem do Santo Amaro e seguia, assim, oferecendo à santidade sua especial devoção. Anchieta, ao tomar conhecimento da existência tão próxima de uma imagem sagrada – o casal morava na Cupecê (chamada hoje de Avenida Cupecê, uma extensa via paulista que facilita o trânsito entre distantes lugares da cidade) – explicou a Susana e João sua intenção de transportar Santo Amaro para o aldeamento de Ibirapuera. Foi assim, então, que em 15 de janeiro de 1560, o padre José Anchieta realizou, oficialmente, uma missa na colina da aldeia de Ibirapuera e transformou a construção de uma pequena e singela capela no estopim da história de um bairro paulista que segue sendo escrita até os dias de hoje.

### O pós-capela: O que veio antes da identidade santamarense (1600 – 1651)
Quarenta anos se passaram e em 1600 a aldeia de Ibirapuera seguia com suas atividades de agricultura e extração e já apresentava todas as características de uma povoação civilizada. Dentro do contexto de desenvolvimento e contribuindo para a vida em sociedade do povoado recém estabilizado, foram descobertas, na própria vila, jazidas de ferro. A novidade acabou culminando, com a ajuda de Francisco de Sousa, Diogo de Quadros e seu cunhado Francisco Lopes Pinto (três portugueses da nobreza - fidalgos - que ocuparam cargos de autoridade dentro da lógica governamental brasileira), na criação de uma fábrica de exploração do mineral nas redondezas, no ano de 1609. Depois de algum tempo com as atividades da fábrica em curso, um desânimo tomou conta do grupo idealizador em razão de dificuldades com transportação, ainda que as jazidas fossem abastadas do mineral. Dessa forma, em 1629, as atividades de exploração e da fábrica foram interrompidas. Existem dúvidas entre historiadores e autores sobre a veracidade desse episódio no que diz respeito a existência da fábrica e se ela, de fato, teve as portas fechadas.
Após a interrupção das atividades da fábrica, o Padre Belchior de Pontes (importante figura jesuíta que contribuiu para a catequização de regiões do Brasil) ergueu no mesmo lugar uma indústria de exploração de armas brancas que não durou muito tempo aberta. O governo da época foi contra manter a indústria funcionando por receio de haver prejuízos no bom andamento em que vinham os negócios locais.
Apesar das intempéries com a situação da fábrica, o cenário continuava próspero em Ibirapuera e, por isso, o interesse por aquisição de terras - na época, chamadas de sesmarias - começou a aumentar. Por essa razão, léguas começaram a ser doadas e isso passou a contribuir para o crescimento de produtividade e expansão que já estavam em curso. Diante dessa realidade desenvolvimentista, Ibirapuera foi perdendo aos poucos o caráter de aldeia e acabou ficando conhecida como Santo Amaro, em tributo à sagrada imagem que foi doada pelo casal português e que trouxe uma identidade para a região.

### A antiga Ibirapuera e a nova Santo Amaro (1651 - 1730)

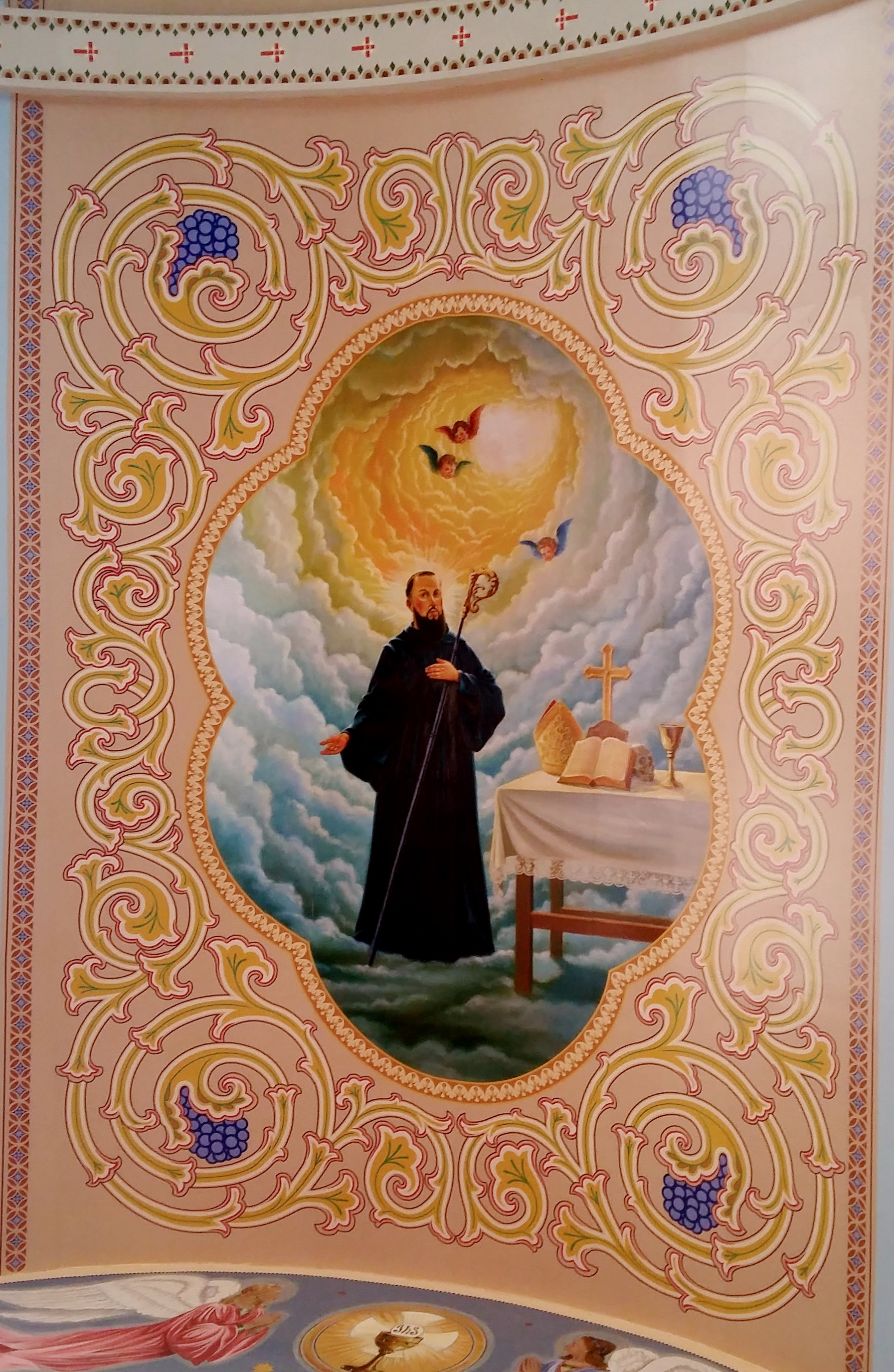
Pintura do Santo Amaro feita no teto da Catedral

No ano de 1651, a capela que já havia sido constituída pelo padre Anchieta foi transportada, junto com os moradores, para um morro da redondeza (atual Largo 13 de Maio). Aqui, as mangas do povo como um todo foram arregaçadas com intenção de dar início à uma construção paroquial, ainda que a ausência de padres na redondeza tenha dificultado um pouco os planos de edificação.
Mesmo assim, o levantamento do singelo templo virou uma necessidade para os moradores. Devido a isso, foi redigida uma petição que fazia um pedido: permitir que a, até então singela capela, pudesse ser elevada à classificação de capela curada e sua reconstrução pudesse ser realizada. A escritura foi feita em 14 de janeiro de 1686 e endereçada ao bispo D. José de Barros Alarcão, do Rio de Janeiro, já que São Paulo ainda pertencia ao bispado de lá (na época, era chamado de São Sebastião do Rio de Janeiro). Segue, abaixo, um trecho do documento que decretou a criação da igreja:
“Jozeph de Barros de Alarcão por mercê de Deos e da Santa Sé Apostolica, Bispo desta Diocesi de Sam Sebastiam do Rio de Janeiro, do Concelho de Sua Magestade Fidelíssima.
Aos que a prezente nossa provizão virem saúde e pax para sempre em Jezus Christo Nosso Salvador, que de todos hé verdadeiro remédio e salvação; fazemos saber, que os moradores do Bayrro Santo Amaro, nos enviarão dizer por sua petição que elles estavão da banda do rio para além em distancia de quatro e sinco leguas com caminhos difficultozos passagens de rios, com que não podião acudir a Igreja Matriz desta Vila de São Paulo para satisfazer as obrigaçoins della, assim por sua pobreza como pela ditta dificuldade, pelo que nos pedião lhe fizéssemos Capela Curada na Igreja de Santo Amaro que está no dito bairro, e que eles supplicantes pagarião porção ao Capellão, que bastece para sua côngrua e sustentação, a qual petição sendo por nós vista e defferindo a ella na forma que dispoem o Sagrado Concilio Tridentindo na secção 21 de Reformatione capitullo 4º. [...]”
Percebendo uma vastidão grande em relação ao território da Paróquia de São Paulo, que possuía apenas as igrejas de Santana de Mogi das Cruzes, Santana do Parnaíba, Nossa Senhora do Desterro de Jundiaí, Nossa Senhora do Rosário de Santos, Nossa Senhora de Assunção de São Vicente e Santana de Itanhaém, o bispo decidiu fazer uma divisão em capelas curadas e, assim, assinou o documento, permitindo que sua criação do templo pudesse acontecer.
Ainda no ano de 1686, houve a estruturação da paróquia e ela, automaticamente, saiu da classificação de capela curada e foi elevada à categoria de freguesia (nome que designa paróquias com pequenos distritos em volta). Algumas outras, como a Nossa Senhora do Desterro de Juquiri, Nossa Senhora de Monte Serrate de Cotia e Nossa Senhora da Conceição de Guarulhos, também entraram no processo de reclassificação desde 1684.
Quarenta anos passados desde 1686 (estamos agora falando da época por volta do ano de 1726), Santo Amaro continuou funcionando dentro de uma lógica desenvolvimentista, fazendo com que tudo que existia dentro do bairro tivesse que, obrigatoriamente, seguir a mesma lógica, incluindo a paróquia, que deixou o posto de capela para se transformar em igreja matriz.
Assim, em 29 de agosto de 1729, a licença diocesana foi concedida ao padre João Pontes (irmão de Belchior Pontes), pela diocese do Rio de Janeiro, da qual São Paulo ainda fazia parte. Deste modo, “a nova igreja de taipa e pilão com nave forrada” foi levantada e nascia, então, a paróquia de Santo Amaro, que recebeu sua bênção no dia 24 de dezembro de1730 por meio das mãos do padre João Pontes, seu primeiro vigário.
Depois de algumas mudanças e da criação da diocese de Santo Amaro em 1989, a capela que se tornou paróquia e depois matriz, foi elevada à Catedral Santo Amaro, templo dono de uma bela arquitetura que serve como abraço que acalenta, acolhe e escuta os corações dos santamarenses há séculos.

## Características arquitetônicas

### De capela à matriz

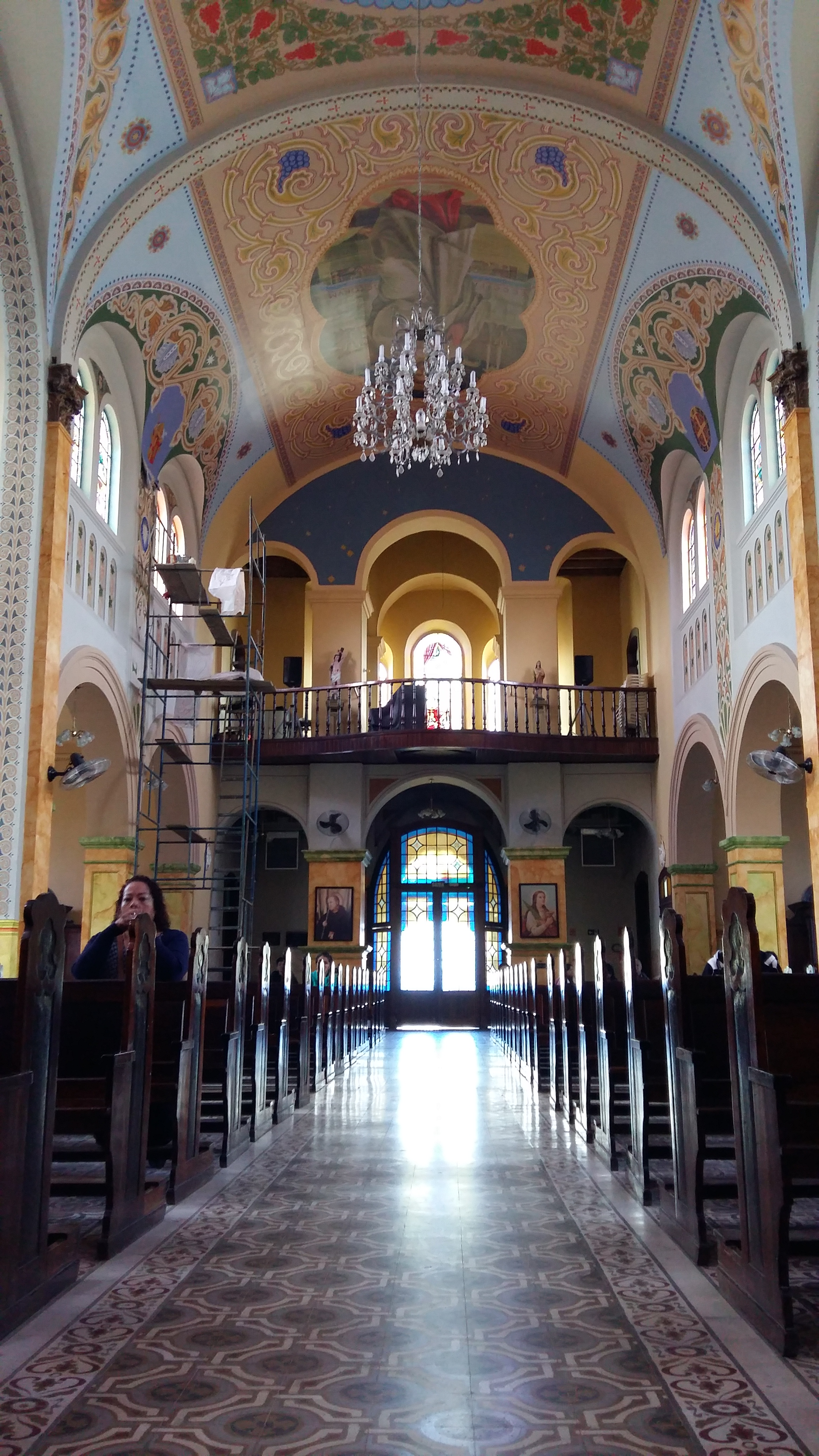
Vista baixa do altar da igreja

Depois de dois séculos de criação, a capela ainda tinha a mesma arquitetura, cuja plástica já não contemplava com equilíbrio os avanços nítidos no ambiente do bairro. Dentro desse contexto, o corpo da antiga igreja passou por importantes reformas, ajustes e contribuições feitas por mais de uma figura religiosa. Nesse contexto, em frente à velha construção da capela, foi erguida, em 1898, uma torre para nova fachada principal da igreja a mando do padre Luís Inácio Taques Bitencourt, o primeiro a iniciar obras de reconstrução na matriz. Então, entre os anos de 1917 e 1924, o padre José Maria Fernandes demoliu a estrutura antiga do santuário de 1730, abrindo as portas para que fosse elaborada a construção da uma nave central, unida posteriormente com outras partes que já haviam sido planejadas cerca de vinte anos antes, entre 1901 e 1905 (fachada principal, capela-mor, sacristia e consistório).
Para melhor entendimento, segue abaixo uma lista das alterações, reformas e contribuições realizadas na igreja, acompanhadas do ano em que foram feitas e do nome de quem as realizou:
- 1883 – 1886 - o Padre Luís Inácio Taques Bitencourt realizou a construção da fachada principal;
- 1895 – instalação de um relógio na torre doado por Manoel Antonio de Borba;
- 1901 – 1905 – capela-mór, sacristia e consistório (lugar reservado para acontecerem assembleias e reuniões de membros internos da igreja);
- 1917 – 1924 – construção da nave central e união das duas partes construídas anteriormente sob responsabilidade do Padre José Maria Fernandes.[13]

No dia 1º de janeiro de 1924, o padre Luís Inácio realizou a inauguração da nova estrutura recém-rearranjada, abençoada no mesmo dia pelo arcebispo D. Duarte Leopoldo e Silva.
Após o episódio de reconstrução da capela para elevá-la ao status de matriz, o contexto de mudança seguiu. Em 27 de maio de 1989, o papa João Paulo II criou a diocese de Santo Amaro, que culminou no desmembramento da região da arquidiocese de São Paulo  e na elevação para a categoria de catedral.

### Arquitetura
A igreja matriz de Santo Amaro (ou Catedral) fica localizada na 19ª quadra do bairro, no Largo 13 de Maio. Para o seu levantamento, foi usada a técnica construtiva que usa tijolos e sua altura tem, aproximadamente, 17m.

## Significado histórico e cultural
Depois de passar pelas classificações de capela e paróquia, a atual igreja matriz de Santo Amaro tem suma importância no que diz respeito à identidade do bairro, estando entre as primeiras regiões que foram descobertas, povoadas e desenvolvidas na história do Brasil. Graças ao casal João Pais e Susana Rodrigues, uma singela imagem de madeira consolidou a prática religiosa na região, que desenvolveu o papel principal na construção da individualidade que caracteriza o bairro portador de grande relevância histórica para o estado de São Paulo e para o Brasil até os dias de hoje.

### Santo Amaro, a importância histórica e o tombamento

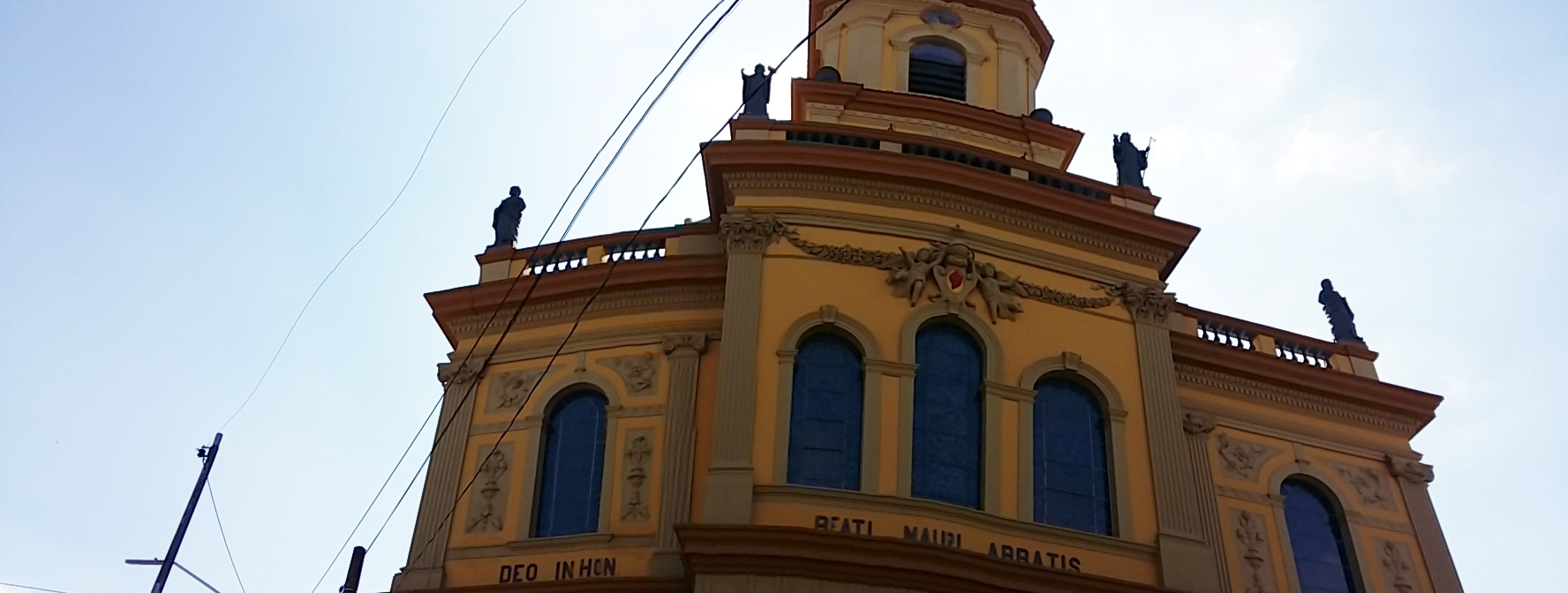
Fachada da Catedral

Tanto a matriz quanto o bairro em si têm grande relevância para os santamarenses, devido ao fato de constituírem, juntos, uma parcela que possui as características de núcleo primitivo intactas e conservadas durante séculos de história. Nessa lógica, o antigo Mercado Municipal, a antiga Prefeitura e Catedral delimitam um eixo de profundo valor para a identidade de Santo Amaro.
Querendo proteger tamanha (e rara) riqueza histórica e cultural, em 20 de junho de 1990, um ofício acompanhado de um estudo realizado pela arquiteta Clara Correia D’Alambert foi escrito para requerer uma divisão de preservação. Ou seja, garantir que um determinado eixo de Santo Amaro, identificado como de grande importância histórica, fosse tombado. José Roberto S. Pinheiro, chefe substituto da Seção Técnica de Crítica e Tombamento, foi o autor do documento.
Em outras palavras, o tombamento impede que essa determinada faixa de Santo Amaro seja depredada, vandalizada ou prejudicada de quaisquer formas, bem como estabelece necessidade de autorização para eventuais mudanças em estrutura relativas à arquitetura dos logradouros protegidos. A intenção não vai além da bem querência da caracterização primordial dos bens listados e evitar que a mesma seja extinta pela grande expansão imobiliária enquanto reflexo dos avanços econômicos e da lógica desenvolvimentista.
Entre as justificativas para o tombamento, a principal, registrada no ofício escrito por José Roberto S. Pinheiro, segue no seguinte trecho, retirada diretamente do documento:
“[...] Justifica-se esta solicitação por se tratar de um dos poucos centros históricos remanescentes das antigas aglomerações fundadas ao redor de São Paulo que matem intacta sua malha viária e onde podemos encontrar um conjunto arquitetônico homogêneo se desenvolvendo ao longo do eixo que une a matriz [...], a antiga prefeitura (1929) e o antigo mercado municipal (1897).”
Com a abertura feita em 1990, o processo só foi aberto em 1993 e, somente após nove anos é que o tombamento foi realizado pela Conpresp. A deliberação acerca do requerimento de divisão de preservação foi realizada no dia 13 de agosto de 2002 e o ofício comunicando a consolidação do tombamento, em 07 de outubro do mesmo ano.
Ainda nos dias de hoje, o processo segue aberto, contando com modificações no perímetro que foi tombado em razão da promulgação da lei 13.885, de 2004. Dessa forma, a área protegida foi decidida após uma pesquisa que escolheu estabelecer uma região intermediária entre a que foi proposta inicialmente (anterior à lei) e a proposta posteriormente (posterior à lei).

## Estado atual (conservação)
A catedral ficou fechada vários anos e corria o risco de cair. O investimento de R$ 2,8 milhões na reforma foi concedido com patrocínio da CESP (Companhia Energética de São Paulo) e da Sabesp (Companhia de Saneamento Básico de São Paulo), via Lei Rouanet, por meio da Secretaria da Cultura. A Matriz teve o restauro concluído no final do ano de 2016.

## Galeria de fotos

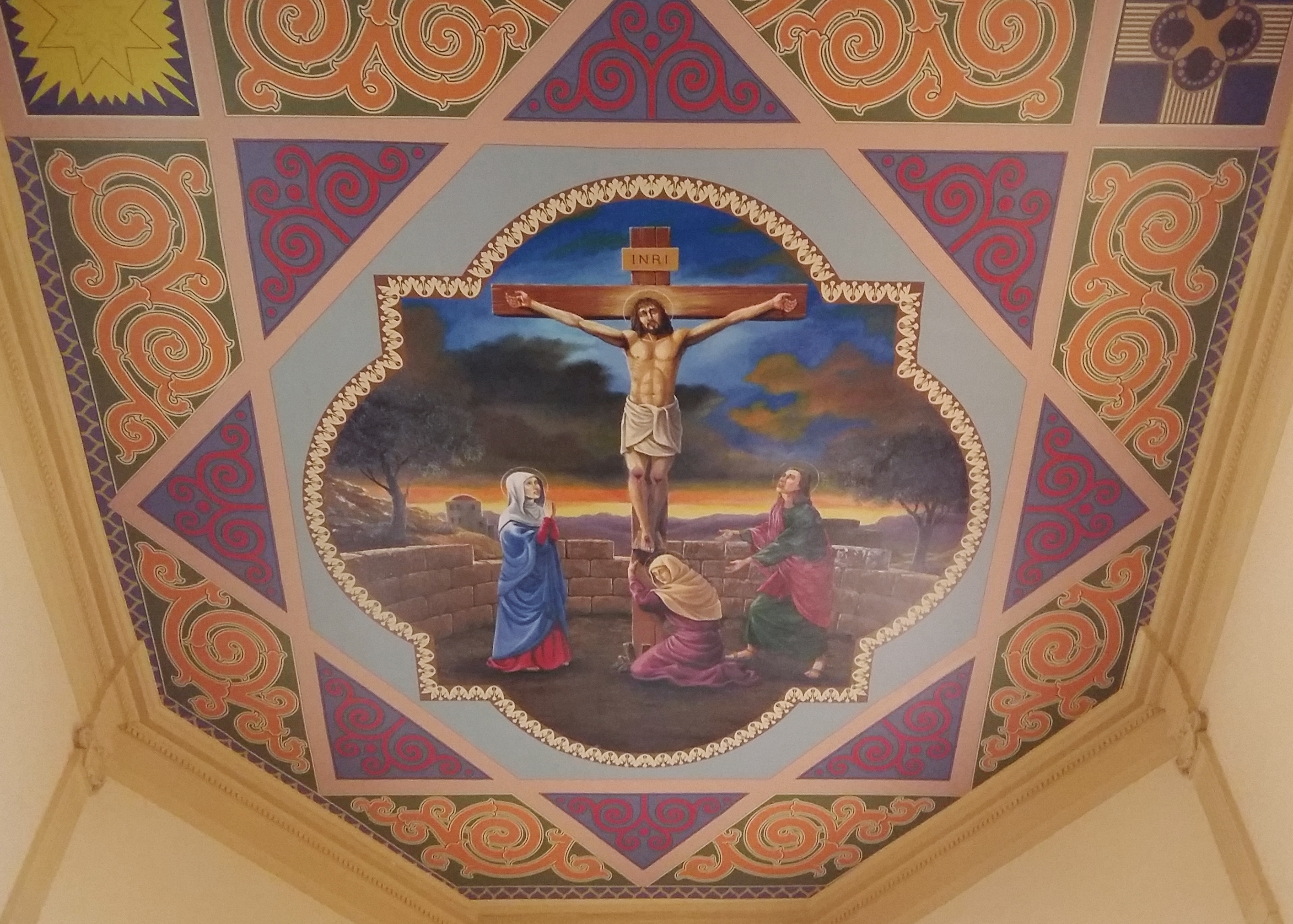
Teto do altar
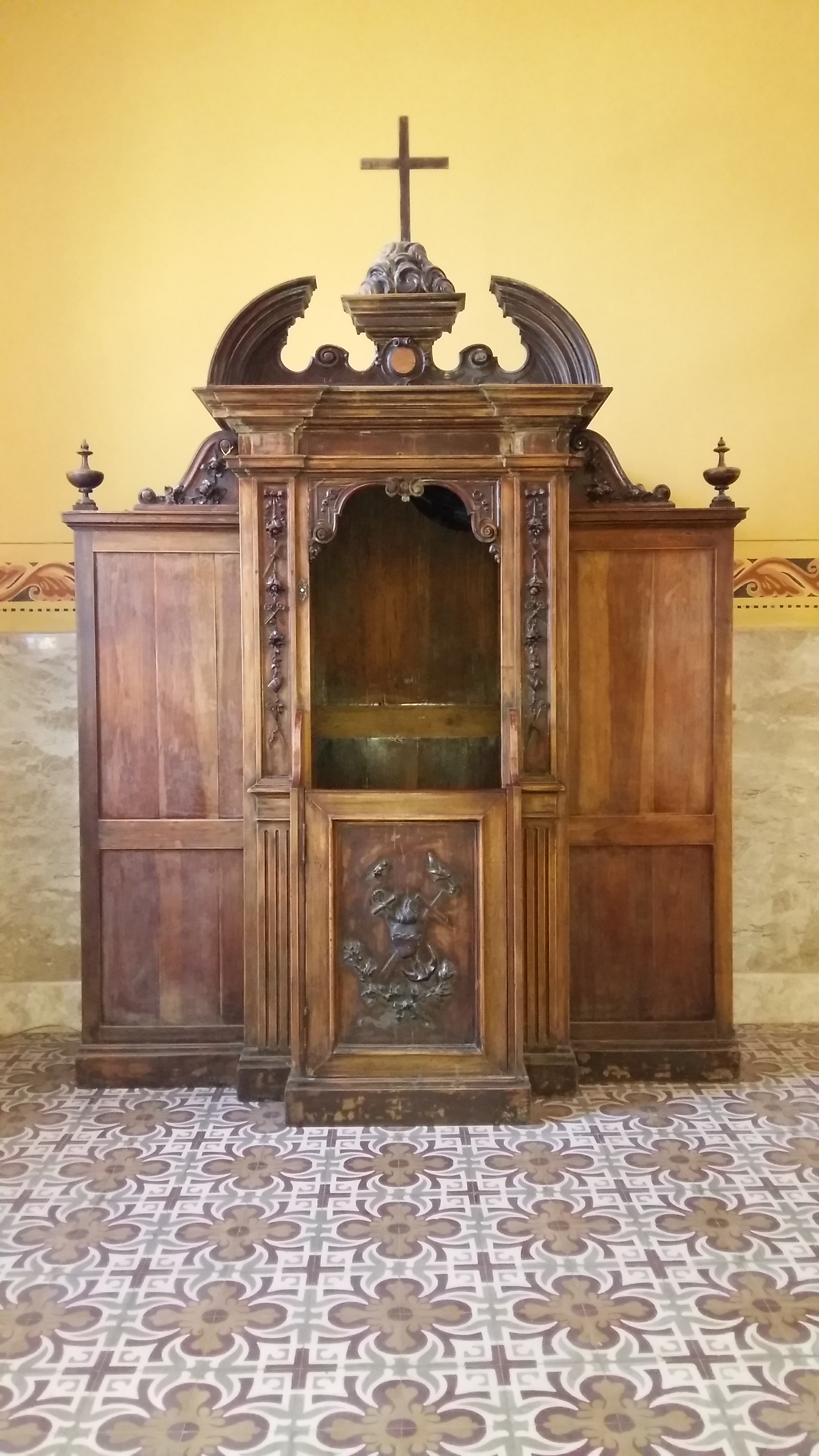
Confessionário da Catedral.
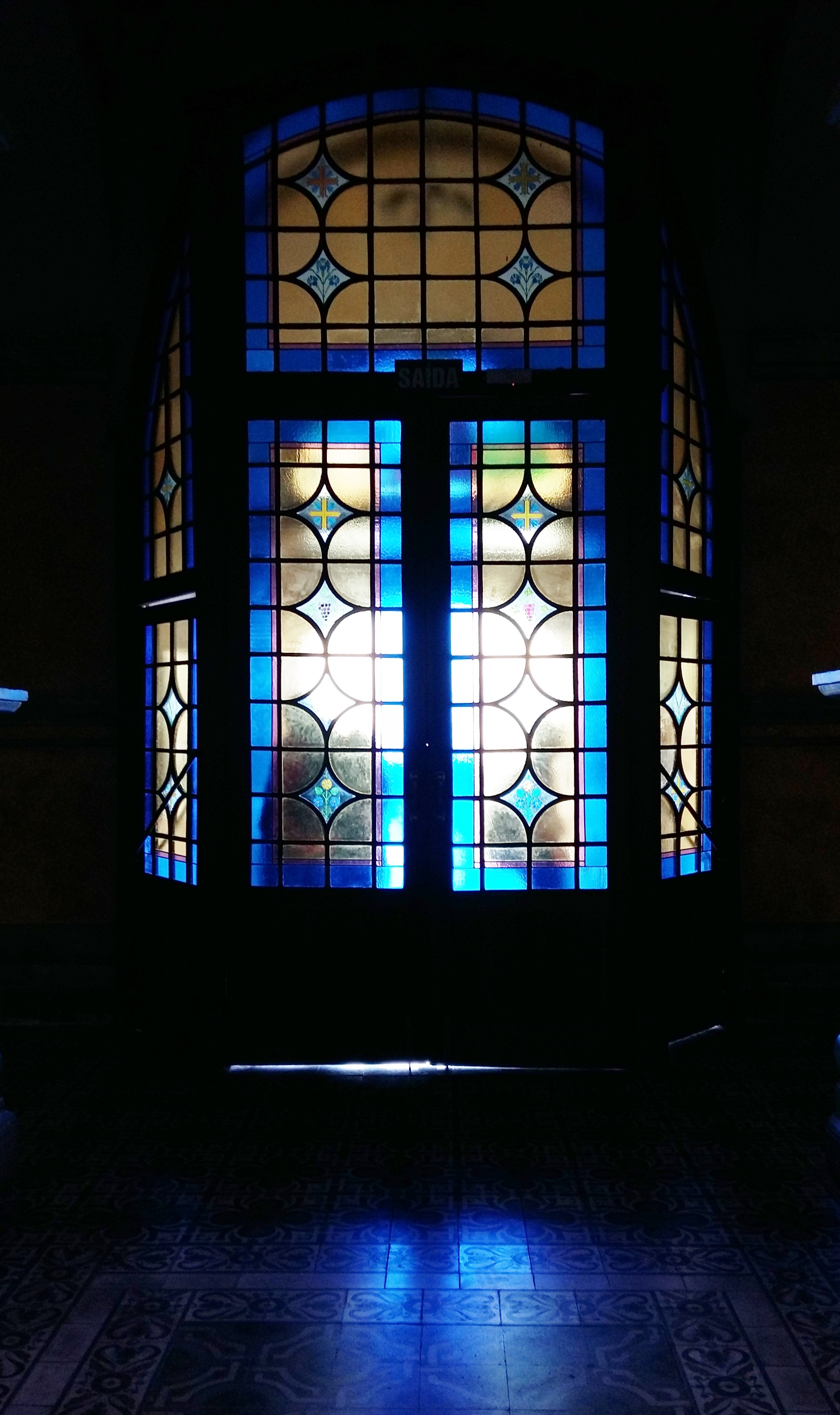
Porta principal interna
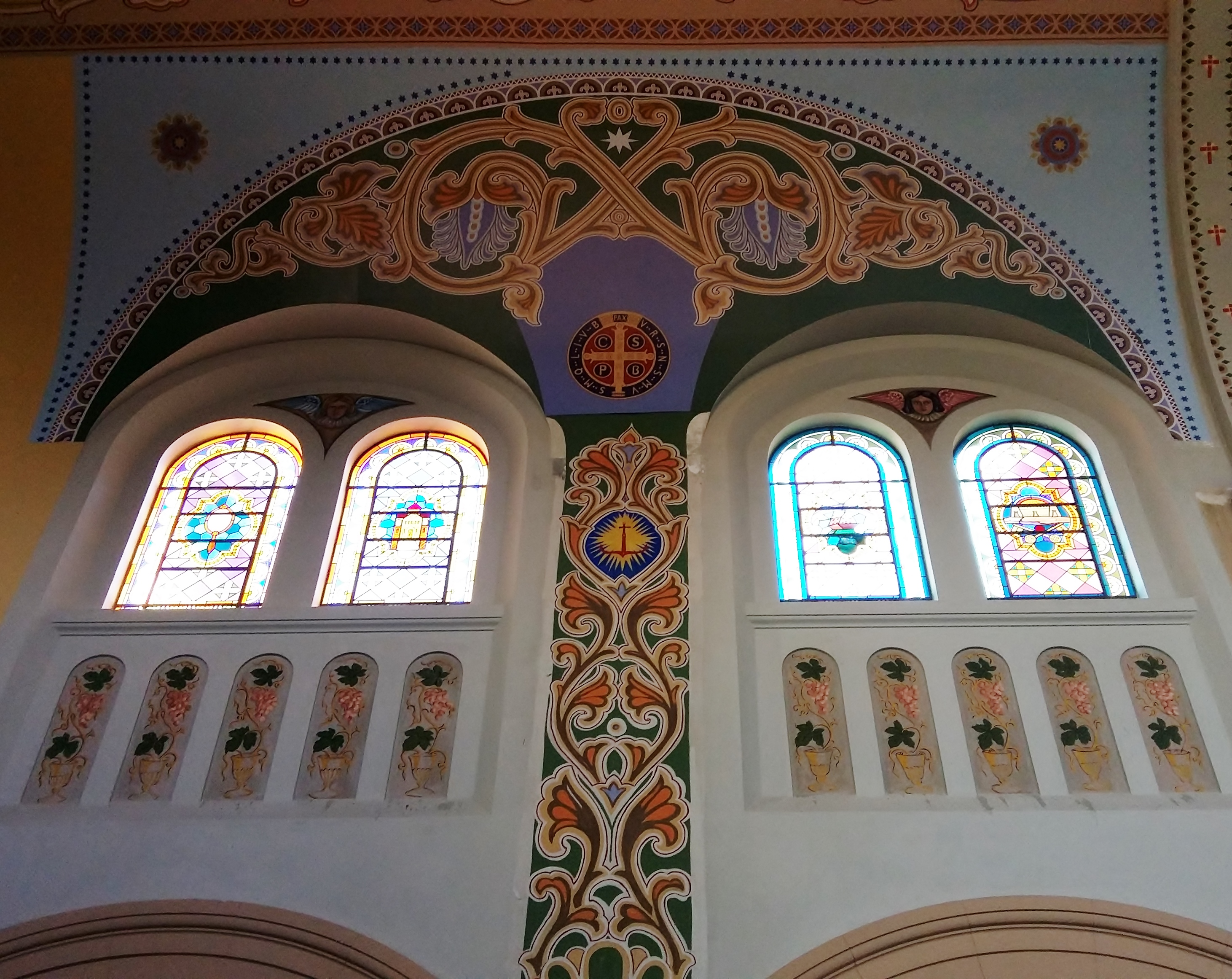
Arte e vitrais
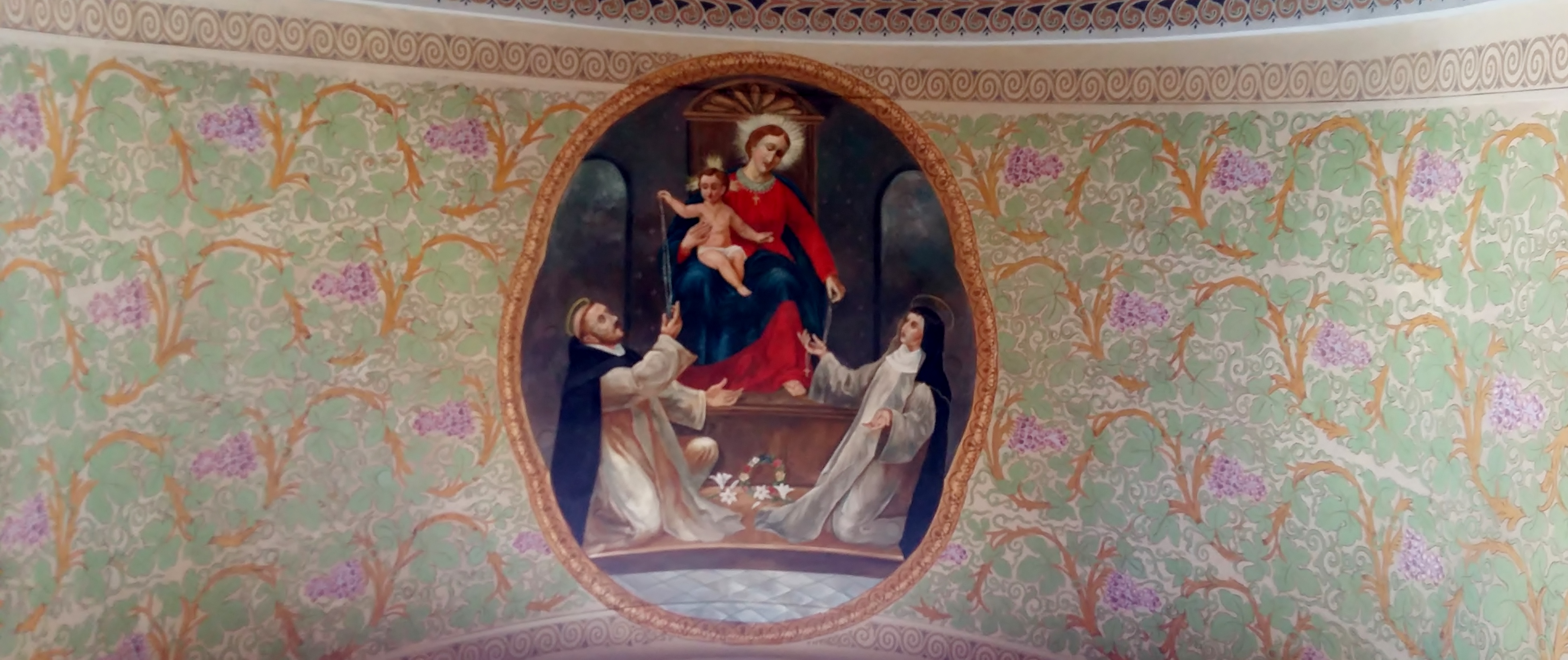
Pintura em parte do teto
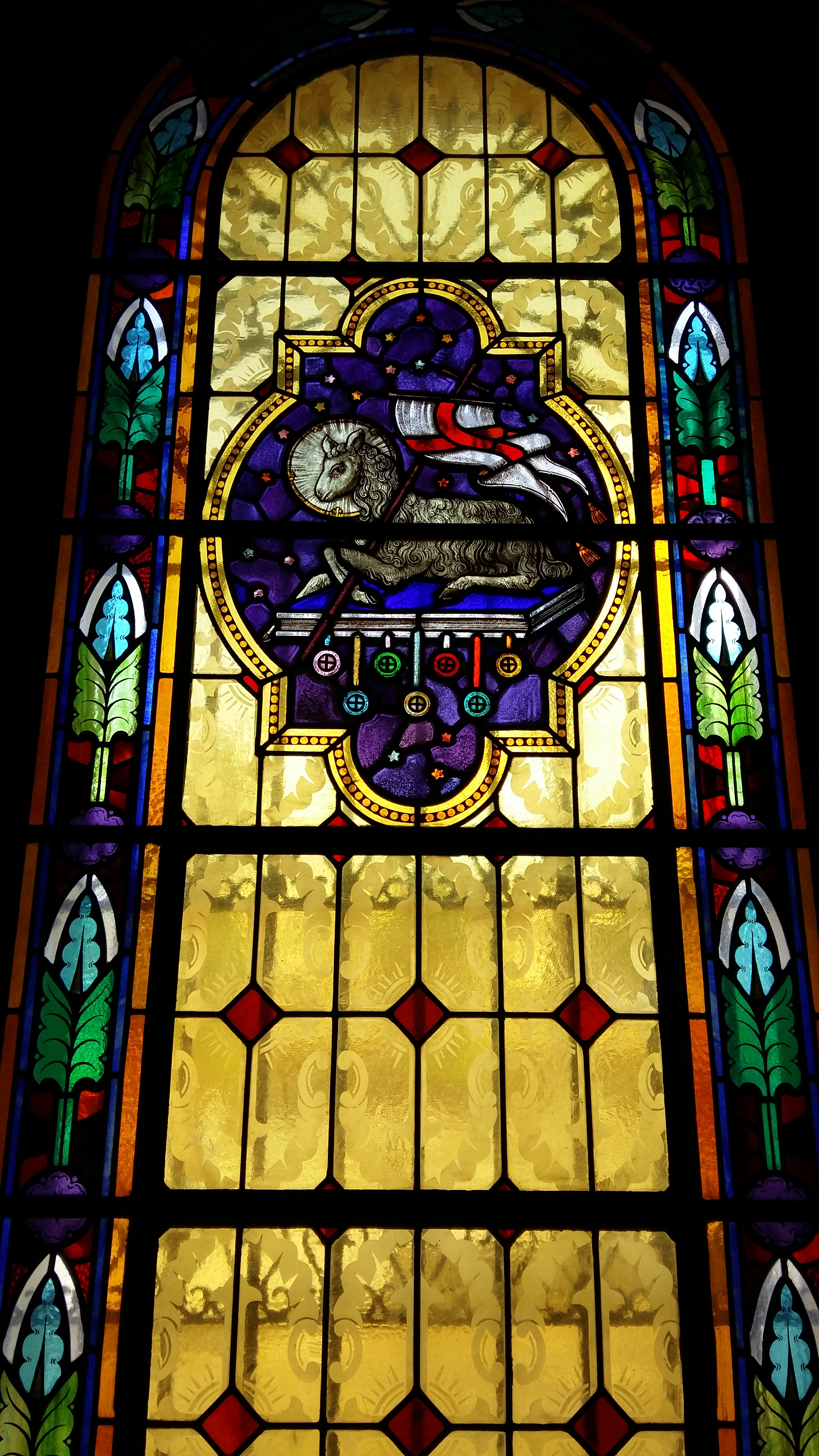
Vitral